# Axel Wachtmeister (1869–1929)
Axel Vilhelm Wachtmeister af Johannishus, född 16 juli 1869 i Gryts församling, Kristianstads län, död 24 augusti 1929 i Malmöhus län, var en svensk hovfunktionär.

## Biografi
Axel Wachtmeister af Johannishus föddes 1869 på Vanås i Gryts församling. Han var son till överstekammarherren Axel Wachtmeister af Johannishus och statfru friherrinnan Elisabet von Platen hos drottningen. Wachtmeister avlade 1889 mogenhetsexamen och blev samma år student vid Uppsala universitet. Han avlade 25 april 1890 juridisk preliminärexamen och 14 december 1893 examen till rättegångsverken. Wachtmeister blev 20 december 1893 extra ordinarie notarie i hovrätten över Skåne och Blekinge och i januari 1894 extra ordinarie notarie i Svea hovrätt. Han blev 16 februari 1894 extra ordinarie notarie i Stockholms rådhusrätt, 14 januari 1895 attaché i Utrikesdepartementet och 27 januari 1895 attaché vid beskickningen i Paris. Wachtmeister blev 16 maj 1896 attaché vid beskickningen i London, 21 november 1897 tillförordnad andre sekreterare i Utrikesdepartementet och 25 november 1898 ordinarie andre sekreterare.
Han utnämndes 1900 till officer av fjärde klassen av Lejon- och solorden och riddare av Hederslegionen och 1901 riddare av Johanniterorden. Wachtmeister blev 8 maj 1903 legationssekreterare över stat, 24 juni 1903 legationssekreterare i Wien och utnämndes 1904 till riddare av tredje klass av Järnkroneorden. Han blev 15 maj 1905 kammarherre och utnämndes 17 februari 1906 till riddare av Nordstjärneorden och 1906 till officer av Frans Josefsorden. Han blev 1906 nämndeman i Luggude häradsrätt och utnämndes 1917 till storkors av Frans Josefsorden och invaldes 1920 som ledamot av Samfundet för utgivande av handskrifter rörande Skandinaviens historia. Wachtmeister blev 31  december 1920 kabinettskammarherre och 1922 häradsdomare i Luggude häradsrätt. Han utnämndes 6 juni 1923 till kommendör av andra klassen av Vasaorden och blev 6 juni 1923 andre vice ordförande i Johanniterorden i Sverige. Wachtmeister tilldelades 16 juni 1928 Konung Gustaf V:s jubileumsminnestecken med anledning av 70-årsdagen och var kommunalman. Han avled 1929 på Kulla Gunnarstorp.

### Familj
Wachtmeister gifte sig på Kulla Gunnarstorp 12 januari 1917 med statfrun hos drottning Viktoria grevinnan Harriet Wachtmeister af Johannishus (född 1871). Hon var dotter till ryttmästaren greve Gustaf Fredrik Wachtmeister af Johannihus och Augusta Amalia Skjöldebrand. Harriet Wachtmeister var tidigare gift med ryttmästaren Adolf Mauritz Boltenstern.